# Vespri
I vespri sono la preghiera del tramonto, una delle maggiori ore canoniche, di molte Chiese cristiane. Esso consiste di diverse parti, a seconda delle tradizioni liturgiche, ma una componente sempre presente è la salmodia, cioè il canto di diversi salmi. 
In senso traslato all'ora dei Vespri significa al tramonto.

## Struttura della celebrazione

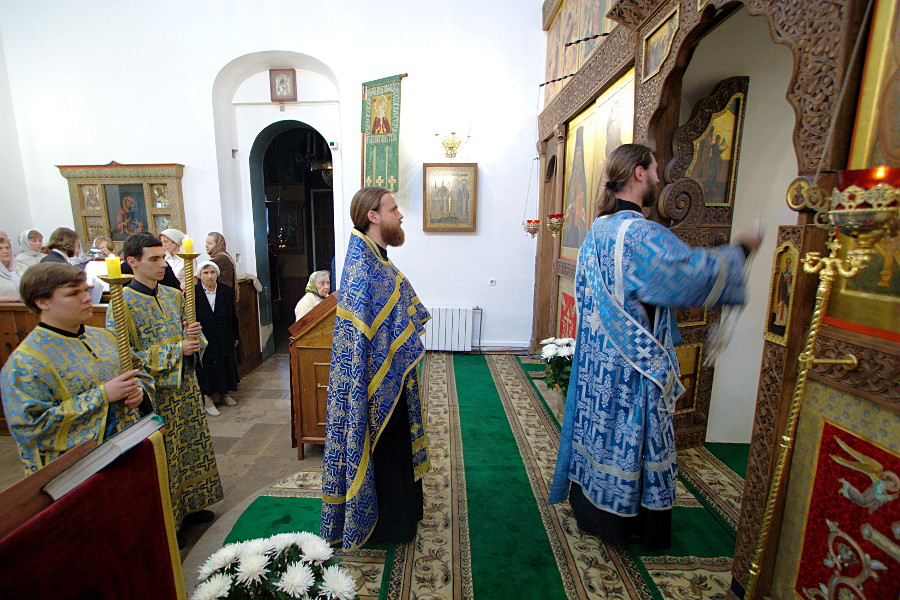
Vespri solenni nella chiesa ortodossa

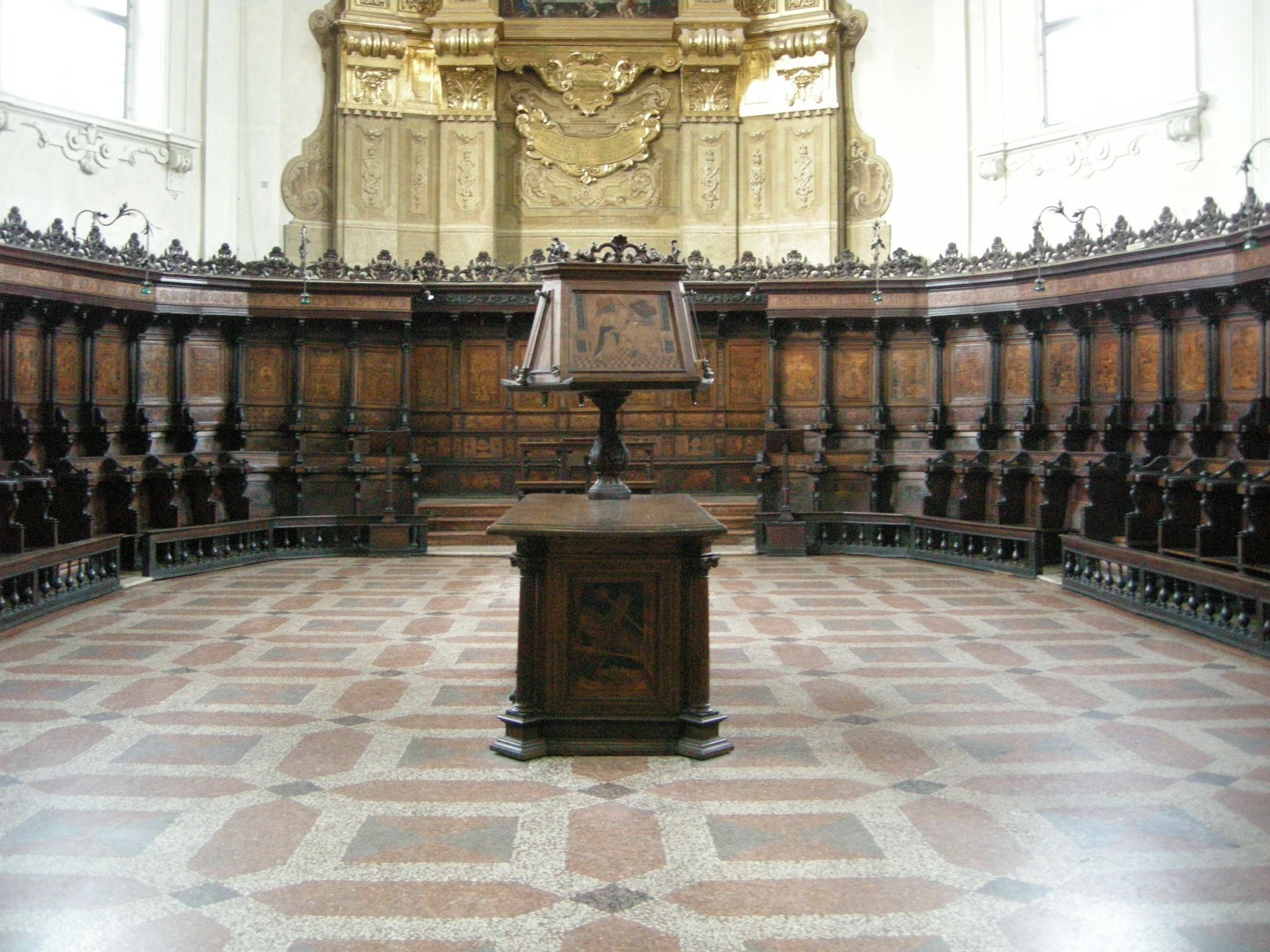
Coro di San Domenico a Bologna

### Rito romano
Attualmente nel rito romano i vespri sono formati da:
- saluto iniziale, segno della Croce accompagnato dall'espressione del celebrante "O Dio vieni a salvarmi", cui si risponde "Signore vieni presto in mio aiuto";
- un inno, che nelle Domeniche e nelle ferie (celebrazioni dei giorni feriali) del Tempo di Avvento, di Natale, di Quaresima e di Pasqua, si prende dal proprio della liturgia delle ore, mentre per le Domeniche e le ferie del Tempo Ordinario si prende dal salterio. Nelle solennità e nelle feste dei Santi, si prende dal Proprio o dal Comune, mentre per le memorie, se non hanno inno proprio, si prende dal comune o dalla feria corrente. In ogni caso è tuttavia lasciata la scelta per un altro inno o canto adatto approvato dall'autorità ecclesiastica;
- la salmodia, formata da due salmi o da due parti di salmi e da un cantico del Nuovo Testamento, che si recitano ciascuno con l'antifona richiesta dall'ufficio che si celebra. Nell'ufficio delle domeniche (primi vespri della domenica, il sabato sera, secondi vespri della domenica, domenica sera.) e delle ferie, i salmi e il cantico si prendono dal salterio, mentre le antifone si prendono dal Proprio o dal salterio. Nelle solennità e nelle feste, nei giorni fra l'ottava di Natale e di Pasqua (gli otto giorni seguenti le due festività), i salmi, il cantico e le antifone si prendono dal Proprio o dal Comune. Nelle memorie, salmi, cantico e antifone si prendono sempre dal salterio, tranne quando la memoria abbia salmi ed antifone proprie. Alla salmodia fanno seguito la lettura breve o lunga;
- lettura breve: nell'ufficio delle domeniche e delle ferie, la lettura breve si prende dal Proprio del Tempo o dal salterio; nelle solennità e nelle feste si prende dal Proprio o dal Comune; nelle memorie dei santi, quando non vi sia una lettura propria, si può scegliere tra la lettura del Comune o quella della feria;
- lettura lunga: in sostituzione della lettura breve soprattutto nella celebrazione con il popolo. Può essere seguita da una breve omelia;
- responsorio breve: viene recitato o cantato un ritornello responsoriale, tratto dalle Scritture, e intervallati da un versetto (anch'esso di provenienza biblica) e dalla prima parte del Gloria al Padre. Serve quale meditazione conclusiva sulla lettura breve precedente;
- il cantico evangelico del Magnificat, o della Beata Vergine, con la rispettiva antifona (variabile in base al giorno);
- le intercessioni (brevi preghiere di ringraziamento per il giorno appena trascorso, di cui l'ultima sempre dedicata ai defunti);
- la recita del Padre Nostro;
- l'Orazione conclusiva (variabile giorno per giorno);
- il saluto finale con la benedizione (nella celebrazione comune presieduta da un diacono o un sacerdote).[1]

#### Liturgia precedente la riforma di Paolo VI
Nella liturgia tradizionale secondo il rito romano antico, l'ordinamento è invece il seguente:
- Segno di croce con l'invocazione: ℣ Deus in adiutorium meum intende. ℟ Domine ad adiuvandum me festina, seguita dal Gloria Patri e dall'Alleluia (o dal Laus tibi in Quaresima)
- Una salmodia di cinque salmi con le loro antifone, tratte dal Salterio nelle ferie e dal Proprio o dal Comune nelle feste. L'ordine dei salmi è il seguente: domeniche e feste 109, 110, 111, 112 e 113 (116 in alcune feste); lunedì 114, 115, 119, 120 e 121; martedì 122, 123, 124, 125 e 126; mercoledì 127, 128, 129, 130 e 131; giovedì 132, 135 I e II, 136 e 137; venerdì 138 I e II, 139, 140 e 141; sabato (primo vespro della domenica) 143 I e II, 144 I, II e III. Al termine di ciascun salmo si dice il Gloria Patri.
- Il canto del capitulum, breve brano scritturale principalmente tratto dalle epistole neotestamentarie. Si prende sempre dal proprio del tempo nelle ferie e nelle domeniche e dal Comune o dal Proprio nelle feste. Al termine di esso, si risponde come di consueto Deo gratias.
- Un inno, tratto secondo le stesse rubriche del capitolo. Gli inni ecclesiastici sono di composizione antichissima, anche se furono riformati da Urbano VIII nel 1644 e furono adattati allo stile e alla metrica classica.
- Un versetto di derivazione biblica.
- Il canto del Magnificat (Canticum beatae Mariae virginis), preceduto e seguito dalla propria antifona (la quale varia quotidianamente). All'antifona, sia all'inizio che alla fine, vengono suonate le campane; mentre il coro canta, il sacerdote procede con gli accoliti all'incensazione dell'altare, quindi il primo accolito incensa il sacerdote, i prelati, il clero ed i ministri che si trovano in coro, e infine il popolo.
- Le Preci feriali, solo nei mercoledì e venerdì di Avvento, Quaresima e delle Quattro Tempora. Si compongono della triplice invocazione Kyrie eleison, il Pater Noster, una serie di versetti biblici, orazioni per il Papa, il vescovo, il sovrano, il popolo, i benefattori, i defunti, gli assenti, gli afflitti e i prigionieri.
- Salutato il popolo con il Dominus vobiscum, l'Orazione (quella del giorno nelle feste, quella della domenica nelle ferie).
- Saluto finale (Dominus vobiscum) seguito dal Benedicamus Domino e dall'invocazione Fidelium animae per misericordiam Dei requiescant in pace.

Secondo le rubriche del 1962, qualora l'ufficio non sia celebrato pubblicamente, i saluti Dominus vobiscum sono sostituiti dall'invocazione ℣ Domine exaudi orationem meam. ℟ Et clamor meus ad te veniat.

### Rito ambrosiano
Nel rito ambrosiano, durante il rito dei vespri si assegnano diversi ruoli per la preghiera comunitaria:
- Il Capo: che presiede i vespri; solitamente questo incarico è affidato al sacerdote o al diacono, ma in mancanza di essi, può essere affidato a qualsiasi altro fedele. Introduce alla preghiera, legge le Orazioni, introduce le Intercessioni e il Padre Nostro.
- Coro primo e Coro secondo: ogni paragrafo dei salmi sarà letto a intermittenza dal Primo Coro e dal Secondo Coro. Ogni coro è formato da un numero uguale di persone, che solitamente vengono affidate ad esso in base alla loro disposizione durante la preghiera.
- Lettore del "Lucernario o Rito della Luce": legge i primi versetti del Rito della Luce, e nel caso ci fosse, anche della Commemorazione del Battesimo. I versetti del Rito della Luce possono essere anche cantati. I restanti versetti sono letti da entrambi i cori.
- Lettore delle Antifone: Ogni salmo è preceduto da un'Antifona (che può differenziarsi nel periodo della Quaresima o della Pasqua) di cui il primo (o unico) versetto sarà letto dal lettore, mentre il versetto restante sarà letto da entrambi i cori. Anche l'inizio del salmo presenta un'antifona di cui ancora il primo versetto sarà letto dal lettore, mentre il restante dal primo coro.
- Intercessioni: sono solitamente cinque o sei, simili alle preghiere dei fedeli, presentano un primo versetto letto dal lettore (ogni intercessione viene letta da un lettore diverso o dallo stesso lettore) mentre i versetti finali da tutti.

I vespri in rito ambrosiano si svolgono in questo modo:
Inizio
Sacerdote: "Il Signore sia con voi."
Tutti: "E con il tuo Spirito".
Se i vespri non sono presieduti da un sacerdote o diacono si recita invece:
Capo: "Signore ascolta la nostra preghiera."
Tutti: "E il nostro grido giunga fino a te."
Durante la risposta dei cori si fa il segno della croce.
Rito della Luce
Lettore del rito: legge o canta i primi due versetti.
Tutti: leggono o cantano gli ultimi versetti.
Il rito è composto da tre strofe, di cui gli ultimi versetti sono identici fra loro.
Inno
Lettore delle Antifone: legge il primo versetto della prima strofa.
Tutti: leggono le restanti strofe.
L'inno può essere interamente sostituito con un canto a scelta.
Primo salmo
Lettore delle Antifone: legge il primo versetto dell'antifona che precede il salmo.
Tutti: leggono il versetto restante.
Quest'antifona può variare se la preghiera viene recitata durante la Quaresima o il periodo di Pasqua.
Lettore delle Antifone: legge il primo versetto dell'antifona che inizia il salmo.
Primo Coro: legge il versetto restante.
Le strofe seguenti saranno lette interamente dal Primo Coro e dal Secondo Coro alternati. Alla fine del salmo viene recitato il Gloria.
Secondo salmo
È identico al Primo salmo.
Prima Orazione
Sacerdote: legge l'orazione.
Tutti: "Amen."
Cantico della Beata Vergine
Lettore delle Antifone: legge il primo versetto dell'antifona.
Tutti: leggono il versetto finale.
Il lettore poi, pronuncia il primo versetto del Cantico della Beata Vergine Maria, cantico che resta invariato per ogni celebrazione dei vespri. Inizia in questo modo:
Lettore delle Antifone: "L'anima mia magnifica il Signore."
Tutti: concludono il cantico.
Alla fine del cantico si recita un Gloria.
Tutti: "L'anima mia magnifica il Signore."
Tutti: rileggono l'antifona che anticipa il cantico.
Tutti: Kyrie Eleison, Kyrie Eleison, Kyrie Eleison.
Durante la Settimana santa il cantico viene saltato.
Seconda Orazione
Sistema identico alla Prima Orazione.
Commemorazione del Battesimo
Non è presente in tutti i vespri.
Lettore del Rito della Luce: legge i primi versetti.
Tutti: leggono gli ultimi versetti.
È composto solitamente da due strofe e gli ultimi versetti sono identici. Durante la Settimana Santa la commemorazione viene saltata.
Orazione del Battesimo
È presente se vi è anche la Commemorazione del Battesimo, ed il sistema è identico alle orazioni precedenti. Durante la Settimana Santa l'orazione del battesimo viene saltata.
Intercessioni
Sacerdote: introduce le intercessioni.
Tutti:'rispondono all'introduzione.
Successivamente un'unica persona o diverse persone leggono ciascuno i primi versetti di un'intercessione, e tutti leggono gli ultimi.
Padre Nostro
Sacerdote: introduce il Padre Nostro e recita il primo versetto "Padre Nostro...".
Tutti: recitano il resto della preghiera.
Conclusione
Il sacerdote dà la benedizione:
Sacerdote: "Il Signore sia con voi."
Tutti: "E con il tuo Spirito. Kyrie eleison, kyrie eleison, kyrie eleison.
Sacerdote: "Vi benedica Dio onnipotente che è Padre, Figlio e Spirito Santo." (segno della croce)
Tutti: "Amen."
Sacerdote: "Andiamo in pace."
Tutti: "Nel nome di Cristo."
In mancanza di un sacerdote o diacono:
Capo: "Il Signore ci benedica e ci custodisca."
Tutti: "Amen".
Oppure:
Capo: "La Santa Trinità ci salvi e ci benedica."
Tutti: "Amen".

## Origini: prima del VI secolo
Prima della scrittura della Regola di San Benedetto (anni 530-43), che rappresenta una codificazione dell'ufficio dei vespri, si aveva un ufficio serale corrispondente ai vespri e a compieta. Il nome era variabile. Se San Benedetto la chiama Vespera, e questo nome alla fine è prevalso, si trova anche Vespertina synaxis, oppure Vespertina solemnitas.
Tuttavia il nome più comune in quest'epoca è Lucernalis oppure Lucernaria hora. Il nome è dovuto al fatto che si accendevano le candele, sia per il simbolismo che per motivi funzionali. Un testo latino del IV secolo, chiamato Peregrinatio, che descrive gli usi liturgici della Chiesa di Gerusalemme, chiama questo servizio religioso Lichnicon che è la trascrizione latina della parola greca lychnikon, corrispondente a Lucernarium. L'autore scrive che l'ufficio aveva luogo all'ora decima, cioè alle 16, ed era celebrato nella chiesa del sepolcro. All'accensione delle luci nel santuario venivano cantati i salmi lucernali, dopodiché seguivano preghiere, litanie e benedizioni. Il rito del Lucernarium è citato anche in altri scrittori del IV secolo come Sant'Agostino, Sant'Ambrogio, San Basilio Magno, Sant'Efrem il Siro e, poco dopo, in vari concili in Gallia e in Spagna o in testi di monasteri. Tuttora i vespri di rito ambrosiano iniziano con l'accensione dei lumi accompagnata da un canto responsoriale chiamato appunto Lucernarium.
San Giovanni Cassiano descrive, qualche anno dopo la peregrinatio, l'ufficio celebrato dai monaci egiziani: essi recitavano 12 salmi alle Vigilie (mattutini). Poi venivano lette due lezioni, dall'Antico e dal Nuovo Testamento. Dopo ogni salmo veniva detta una breve preghiera. L'ufficio, molto simile a quello descritto nella peregrinatio, aveva luogo verso le 18 e venivano accese tutte le luci. La synaxis della sera voleva ricordare i sacrifici vespertini della legge antica, come pure l'uso di incenso, candele e lumi che derivava dal rituale ebraico.
Prima del IV secolo abbiamo allusioni alla preghiera serale da parte dei più antichi Padri della Chiesa come papa Clemente I (Clemente Romano), Sant'Ignazio d'Antiochia, Clemente Alessandrino, Tertulliano ecc.
Plinio il giovane, nella sua famosa lettera scritta agli inizi del II secolo, parla di riunioni liturgiche dei cristiani al mattino e alla sera "coetus antelucani et vespertini". I vespri quindi, insieme alle Vigilie, sono il più antico ufficio liturgico conosciuto della Chiesa.

## Dal VI secolo
Nel VI secolo l'ufficio dei vespri nella Chiesa latina aveva già la stessa struttura che mantenne nel corso del medio evo fino ai giorni nostri. Un documento dell'epoca descrive l'ufficio benedettino dell'ora della sera, o vespertina synaxis secondo l'ordine seguente:
Quattro salmi, un capitulum, un responsorio, un inno, un versiculum, un cantico dal vangelo (Magnificat), la litania, il Kyrie eleison, il Pater, il finale cioè l'oratio (preghiera) e il congedo (Regola di San Benedetto, XVII).
I salmi per la preghiera della sera sono compresi fra il 109 e il 147 (numerazione greca), con l'eccezione dei numeri 117-127 e 133-142; i salmi 138, 143 e 144 sono divisi in due parti, mentre il 140 e 141 sono uniti. Questa disposizione è circa la stessa di quella dell'Ordo Romanus, con la differenza che in quest'ultimo i salmi sono cinque invece di quattro e con l'introduzione di un inno.
L'ora di esecuzione della preghiera variava fra l'ora decima (le 16) e l'ora dodicesima (le 18). Si trattava quindi dell'ora del tramonto, celebrata prima che la luce calasse, quindi senza necessità di torce o candele. In precedenza, prima dell'introduzione dell'ufficio di compieta a carattere più spiccatamente notturno, i vespri erano celebrati dopo il tramonto.

## Arte
Il Vesperbild ("immagine del vespro", in tedesco) è il motivo iconografico della Pietà, nato in Germania nel corso del Trecento.